# Aposopsyllus africanus
Aposopsyllus africanus är en kräftdjursart. Aposopsyllus africanus ingår i släktet Aposopsyllus och familjen Paramesochridae.

## Underarter
Arten delas in i följande underarter:
- A. a. listensis
- A. a. africanus